# 循州
循州（じゅんしゅう）は、中国にかつて存在した州。隋代から明初にかけて、現在の広東省河源市一帯に設置された。

## 概要
590年（開皇10年）、隋が南朝陳を滅ぼして嶺南を平定すると、梁化郡が廃止されて、循州が立てられた。循州は帰善・河源・博羅・興寧・海豊の5県を管轄した。607年（大業3年）に州が廃止されて郡が置かれると、循州は竜川郡と改称された。
622年（武徳5年）、唐により竜川郡は循州と改められた。742年（天宝元年）、循州は海豊郡と改称された。758年（乾元元年）、海豊郡は循州の称にもどされた。循州は嶺南道に属し、帰善・河源・博羅・興寧・海豊・雷郷の6県を管轄した。
宋のとき、循州は広南東路に属し、竜川・興寧・長楽の3県を管轄した。
1276年（至元13年）、元により循州は循州路と改められた。1286年（至元23年）、循州路は再び循州にもどされた。循州は江西等処行中書省に属し、竜川・興寧・長楽の3県を管轄した。
1369年（洪武2年）、明により循州は廃止され、恵州府に編入された。